# Didymosella pluma
Didymosella pluma is een mosdiertjessoort uit de familie van de Didymosellidae. De wetenschappelijke naam van de soort is voor het eerst geldig gepubliceerd in 1981 door Cook & Chimonides.